# Orsan
Orsan – miejscowość i gmina we Francji, w regionie Oksytania, w departamencie Gard.
Według danych na rok 1990 gminę zamieszkiwało 1150 osób, a gęstość zaludnienia wynosiła 139 osób/km² (wśród 1545 gmin Langwedocji-Roussillon Orsan plasuje się na 353. miejscu pod względem liczby ludności, natomiast pod względem powierzchni na miejscu 906.).